# Brian Boitano
Brian Boitano (* 22. října 1963, Mountain View Kalifornie, USA) je bývalý americký krasobruslař, olympijský vítěz z roku 1988, světový šampion z let 1986 a 1988 a národní šampion USA z let 1985–1988.
Po sezóně 1988 se stal profesionálem, roku 1993 se vrátil k soutěžení a na Zimních olympijských hrách 1994 skončil na šestém místě. V roce 2013 byl jmenován do oficiální delegace Spojených států amerických na Zimní olympijské hry 2014 v Soči. V souvislosti s tím učinil veřejný gay coming out. Hry v Soči se staly terčem kritiky a LGBT aktivismu v důsledku přijetí ruského zákona z června 2013, který zakázal projevy veřejné podpory homosexualitě.